# Талло, Брюс
Майкл Брюс Суинтон Талло (англ. Michael Bruce Swinton Tulloh; 29 сентября 1935, Датчет, Беркшир — 28 апреля 2018, Уилтшир, Юго-Западная Англия) — британский легкоатлет, специалист по бегу на длинные дистанции. Выступал за сборные Англии и Великобритании по лёгкой атлетике на всём протяжении 1960-х годов, чемпион Европы, победитель и призёр соревнований национального уровня, рекордсмен страны в различных беговых дисциплинах, участник летних Олимпийских игр в Риме. Известен как один из пионеров и ярчайших представителей бега босиком.

## Биография
Брюс Талло родился 29 сентября 1935 года в небольшом поселении Дэтчет боро Виндзор и Мейденхед графства Беркшир, Англия. Увлёкся бегом в раннем детстве под впечатлением от выступления чехословацкого стайера Эмиля Затопека на Олимпийских играх 1948 года в Лондоне. Тренировался в основном на мягком травяном покрытии, которое позволяло ему бегать босиком без какой-либо специализированной обуви.
Учился в расположенном поблизости Веллингтонском колледже, затем поступил в Саутгемптонский университет, где изучал ботанику. Позже проходил подготовку в Портсмуте в местном легкоатлетическом городском клубе. Вместе со своим клубом неоднократно участвовал в различных соревнованиях по бегу на шоссе и на пересечённой местности, в том числе становился обладателем национального титула.
С 1959 года Талло систематически практиковал бег босиком, считая, что обувь только ухудшает его результаты. В том же году он стал первым бегуном неафриканского происхождения, кому удалось без обуви выиграть чемпионат Великобритании по лёгкой атлетике в беге на 3 мили. Если первое время его подход воспринимался как позёрство и чудачество, то последующие победы заставили обратить на себя внимание многих экспертов и спортивных функционеров.
В 1960 году Талло вошёл в основной состав национальной сборной Великобритании по лёгкой атлетике и благодаря череде удачных выступлений удостоился права защищать честь страны на летних Олимпийских играх в Риме — стартовал здесь в беге на 5000 метров, но с результатом 14.17,3 выбыл из борьбы за медали уже на предварительном квалификационном этапе.
После римской Олимпиады Талло остался в составе британской легкоатлетической команды и продолжил принимать участие в крупнейших международных соревнованиях. Так, в 1962 году он побывал на чемпионате Европы в Белграде, где сенсационно одержал победу в беге на 5000 метров — вновь бежал без обуви, опередив ближайшего преследователя из Польши Казимежа Зимного почти на секунду. Также в этом сезоне отметился выступлением на Играх Британской империи и Содружества наций в Перте, где стал четвёртым в беге на 3 мили.
В 1964 году установил свой личный рекорд в беге на 5000 метров, показав время 13.49,4. Рассматривался в качестве кандидата на участие в Олимпийских играх в Токио, однако вынужден был пропустить эту Олимпиаду из-за тяжёлой болезни своего сына Клайва.
На чемпионате Европы 1966 года в Будапеште Брюс Талло бежал 10 000 метров, но на сей раз попасть в число призёров не смог, финишировал в финальном забеге шестым.
В 1969 году предпринял грандиозный забег через Соединённые Штаты от Лос-Анджелеса до Нью-Йорка — в общей сложности за 64 дня преодолел 2876 миль. При этом он на четыре дня превзошёл существовавший рекорд на данном маршруте и попал в Книгу рекордов Гиннесса. На протяжении всей дистанции его сопровождала жена Сью на фургоне, в котором супруги ночевали. Впоследствии Талло посвятил этому забегу одну из своих книг «Четыре миллиона шагов» (1970), ставшую бестселлером.
После завершения активной карьеры в спорте работал учителем биологии в старшей школе в Амершеме, затем в течение 20 лет преподавал в Колледже Марлборо. Проявил себя как тренер по лёгкой атлетике, в частности был личным тренером таких известных бегунов, как Майк Бойт и Ричард Неруркар.
Автор множества популярных книг о беге, методических пособий и тренировочных программ, предназначенных как для новичков, так и для профессиональных бегунов, и для возрастных спортсменов. Писал статьи для журналов Runner's World и Athletics Weekly.
Две его дочери-близняшки Кэтрин и Джоджо тоже серьёзно занимались бегом и также практиковали бег босиком.
Вплоть до поздней старости Брюс Талло продолжал заниматься бегом и ходьбой. В возрасте 60 лет пробежал полумарафон за 1 час и 16 минут; в 75 лет с женой полностью преодолел дистанцию Афинского марафона; в 80 лет в поддержку благотворительной организации Age UK прошёл путь из Уилтшира до Лондона протяжённостью 80 миль.

## Результаты

### Соревнования
| Год  | Соревнования            | Город    | Дата        | Дистанция | Результат          | Место | Видео   |
| ---- | ----------------------- | -------- | ----------- | --------- | ------------------ | ----- | ------- |
| 1960 | Летние Олимпийские игры | Рим      | 31 августа  | 5000 м    | 14.17,30 (забег 4) | 4     |         |
| 1962 | Чемпионат Европы        | Белград  | 13 сентября | 5000 м    | 14.14,41 (забег 1) |       |         |
| 1962 | Чемпионат Европы        | Белград  | 15 сентября | 5000 м    | 14.00,6            | I     | 1, 2, 3 |
| 1962 | Игры Содружества        | Перт     | 29 ноября   | 1 миля    | 4.02,5 (забег 1)   | 3     |         |
| 1962 | Игры Содружества        | Перт     | 1 декабря   | 1 миля    | 4.22,1             | 9     | Видео   |
| 1962 | Игры Содружества        | Перт     | 26 ноября   | 3 мили    | 13.37,8            | 4     | Видео   |
| 1966 | Чемпионат Европы        | Будапешт | 30 августа  | 10 000 м  | 28.50,4            | 6     |         |

## Смерть
Умер от рака 28 апреля 2018 года в Марлборо в возрасте 82 лет.